# Juan Rubio de la Serna
Juan Rubio de la Serna de Falces Pelegero (Vélez-Rubio, 1834 - Barcelona, 1917) fou un advocat i arqueòleg andalús, acadèmic de l'Acadèmia de Bones Lletres de Barcelona.

## Biografia
Fill d'un jutge, a causa dels trasllats del seu pare va estudiar a les universitats de València, Granada, Madrid i Barcelona. Ell mateix va aprovar les oposicions de jutge i fou destinat primer a Totana i en 1862 a Barcelona, on s'hi establí definitivament.
Va adquirir una finca a Cabrera de Mar el 1877, on arran d'una troballa de restes romàniques es va interessar per l'arqueologia i la conservació i divulgació de les troballes en articles a La España Regional, el Boletín de la Asociación Catalana de Excursionismo, i al Butlletí de la Reial Acadèmia de la Història.
El 1904 va ingressar a l'Acadèmia de Bones Lletres de Barcelona i fou corresponent de la Reial Acadèmia de la Història, mantenint una forta amistat amb Fidel Fita i Colomer. També va criticar l'abandó i l'espoli que patia al castell de Vélez Blanco. Va guardar la seva col·lecció de troballes a Sant Andreu de Llavaneres, i es van perdre uns anys després de la seva mort.

## Obres
- Noticia de una necrópolis anterromana descubierta en Cabrera de Mataró
- Monografía de Vélez Rubio y su comarca (Barcelona, 1900)
- Ensayo crítico-histórico-arqueológico sobre los fenicios, su poder marítimo, colonias e influencias colonizadora, especialmente en relación con España (1912)